# Retrato de una joven (Botticelli, 1475)
Retrato de una joven (en italiano, Ritratto di giovane donna) es una pintura sobre tabla y al temple (61x40 cm) realizada por Sandro Botticelli hacia 1475, conservada en la Galleria Palatina de Florencia.
La identidad de la mujer podría tratarse de Clarisa Orsini, esposa de Lorenzo el Magnífico, o de Fioretta Gorini, amante de Giuliano de Medici, aunque en el siglo XIX se especuló que también podría tratarse de Simonetta Vespucci, a pesar de no mostrar ningún parecido físico, Alfonsina Orsini o Lucrezia Tornabuoni.